# Río Bueno (gemeente)
Río Bueno is een gemeente in de Chileense provincie Ranco in de regio Los Ríos. Río Bueno telde 31.372 inwoners in 2017 en heeft een oppervlakte van 2212 km².

## Geboren
- Alfredo Duhalde (1898-1985), president van Chili

- Gemeinsame Normdatei: 1205287566
- Virtual International Authority File: 383145857883223020971